# Ethel Arnold
Pour les articles homonymes, voir Arnold.
Ethel Arnold (baptisée le 26 mai 1865 - 5 octobre 1930) est une journaliste, auteur et conférencière anglaise, militante pour le suffrage féminin.

## Biographie
Ethel Arnold est née en 1865, le plus jeune des huit enfants survivants de Tom Arnold (en), professeur de littérature, et Julia Sorrell. Son oncle est le poète Matthew Arnold et son grand-père Thomas Arnold, le célèbre directeur de Rugby School. L'une des sœurs est la romancière Mary Augusta Ward. Une autre sœur, Julia, épouse Leonard Huxley, parents de Julian Huxley et Aldous Huxley. Les Arnold et les Huxley sont des membres importants de l'intelligentsia britannique.
Le père de Ethel Arnold, en Australie, se convertit au catholicisme, parce qu'il n'a pas trouvé de travail. Puis, il revient en Irlande, et en 1865, il renonce au catholicisme et redevient anglican. C'est un grand soulagement pour sa femme et la famille déménage à Oxford où son père a prospéré.
Elle rencontre Lewis Carroll lorsqu'elle est enfant et elle et sa sœur figurent dans un certain nombre de ses photographies. Elle rapporte plus tard qu'elle appréciait ses attentions comme une pause dans sa vie de famille qui n'était pas heureuse. Ethel Arnold, adulte, reste amie avec Lewis Carroll. Elle n'a pas réussi à obtenir une place à l'université et elle semble avoir accordé beaucoup d'importance à l'opinion de sa sœur Mary. Mary la persuade que son ambition d'être une actrice ne devrait pas être poursuivie et elle dit plus tard qu'Ethel n'avait pas suffisamment d'expérience pour être un écrivain à succès, ceci en dépit du fait qu'Ethel avait déjà une commande pour un roman.
Ethel Arnold s'intéresse tardivement à l'écriture, entre 1890 et 1900, mais elle consacre beaucoup de son énergie à des tournées de conférences où elle aborde la question du vote des femmes. Elle écrit 400 critiques de livres pour des journaux britanniques et son seul roman Platonics aurait été « prometteur » lors de sa publication en 1896. Le roman comprend une attirance lesbienne qui se résout quand l'une d'elles est attirée par un homme. Ethel Arnold passe de l'écriture à la photographie. Elle étudie à la Regent Street Polytechnic en 1898 et obtient de bons résultats.
En 1909, elle commence une tournée de conférences aux États-Unis. Elle prend la parole au Carnegie Hall et ses exposés sont bien reçus. Elle revient en 1910, offrant un large éventail de conférences sur ses ancêtres notables et ses enfants, humoristes comme Lewis Carroll. Elle parle à Saint-Louis le 11 avril à l'invitation d'Amabel Anderson Arnold (en) et d'autres. La Equal Suffrage League (St. Louis) (en) cite son discours comme inspiration pour la formation de l'organisation.
Ethel Arnold est morte à Totland sur l'Île de Wight en 1930.

## Galerie

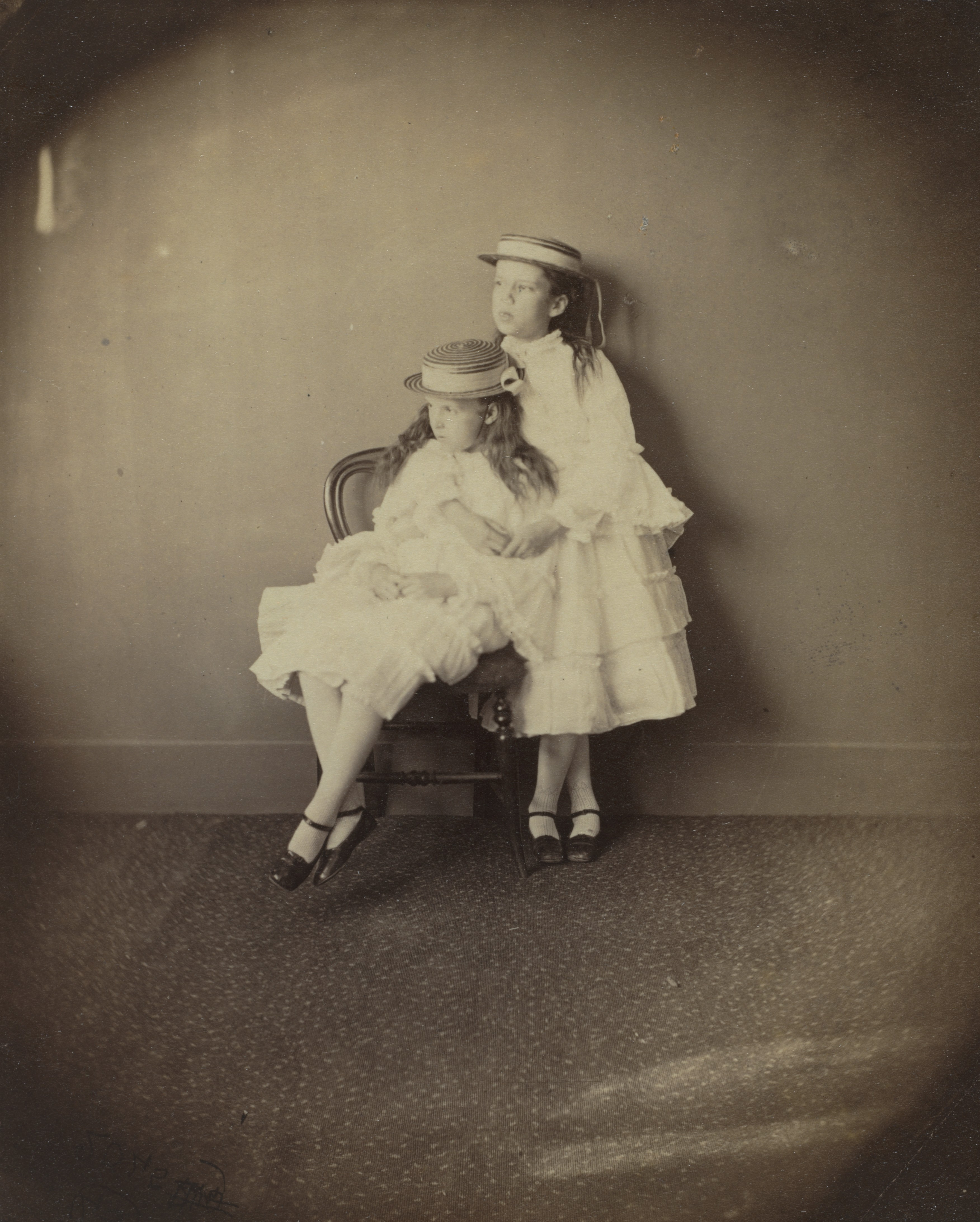
Julia et Ethel Arnold in 1872 par Lewis Carroll
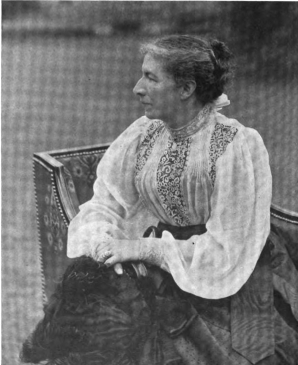
Mrs Ward, sa sœur, par Arnold en 1898